# Atommyran
Atommyran (orig. Atom Ant) är en serie av 60 amerikanska animerade kortfilmer producerade av Hanna Barbera (1965-1968). Hela serien släpptes på DVD (Region 1) via Warner Archives MOD-program i USA den 6 oktober 2015.

## Avsnitt
1. Up And Atom
2. Crankenshafts Monster
3. Gem A Go, Go
4. Ferocious Flea
5. Rambling Robot
6. Nobody's Fool
7. Atom Ant Meets Karate Ant
8. Fastest Ant In The West
9. Mistaken Identity
10. How Now Bow Wow
11. Dragon Master
12. The Big Gimmick
13. Super Blooper
14. Wild, Wild Ants
15. Dina Sore
16. Amusement Park Amazement
17. Bully For Atom Ant
18. Termighty Mean
19. Nine Strikes Your Out
20. Go West Young Ant
21. Knight Fight
22. Pteraducktyl Soup
23. Up In The Air Squares
24. Mouse Rouser
25. Killer Diller Gorilla
26. Rock A Bye Boo, Boo